# Anatoxin A
Anatoxin A, auch bekannt als Very Fast Death Factor (VFDF), ist ein neurotoxisches Alkaloid, das von einer Vielzahl von Cyanobakterien produziert wird. Das Toxin als Reinsubstanz, bei Raumtemperatur eine ölige Flüssigkeit, wurde 1977 von John P. Devlin aus einer Kolonie der Cyanobacterien Anabaena flos-aquae, NRC-44h, extrahiert. Anatoxin A ist außerordentlich toxisch. Der LD50-Wert für Mäuse liegt bei intraperitonealer Verabreichung bei etwa 0,25 mg/kg KG. Bei oraler Aufnahme tötet es innerhalb von wenigen Minuten. In sehr kleinen Mengen wird Anatoxin A für die Grundlagenforschung produziert.

## Wirkmechanismus
Anatoxin A ist ein Agonist nikotinerger Acetylcholinrezeptoren. Es bindet an neurale α4β2-, α4- und muskuläre α12βγδ-Rezeptoren. Im gesunden Körper bindet Acetylcholin an postsynaptische Rezeptoren und verursacht eine Konformationsänderung, die den Ionenkanal öffnet. Positive Ionen fließen in Folge in die Zelle, depolarisieren sie und können so ein Aktionspotential (oder eine Muskelkontraktion) auslösen. Anatoxin A bindet an die gleichen Rezeptoren und verursacht eine irreversible Konformationsänderung, die den Kanal dauerhaft öffnet. Nach einer Weile wird der Ionenkanal desensitiv und kann nicht länger Kationen passieren lassen, was letztendlich zu einer Blockade der Signalweiterleitung führt. Anatoxin A ähnelt in seiner Wirkung anderen Acetylcholinrezeptoragonisten wie beispielsweise Nicotin des Tabaks, Cytisin des Goldregens, Epibatidin der Baumsteigerfrösche und Arecolin der Betelnüsse.

## Analytik
Für die unterschiedlichen Untersuchungsmaterialien wie Wasser, Umweltproben oder Mageninhalt von Hunden stehen Verfahren zur zuverlässigen Bestimmung von Anatoxin unter Anwendung der HPLC in Kopplung mit der Massenspektrometrie zur Verfügung. Eine adäquate Probenvorbereitung ist unabdingbar.

## Symptome
Symptome einer Anatoxin-A-Vergiftung sind ein Verlust der Koordinationsfähigkeit, Krämpfe und schließlich der Tod durch Atemstillstand. Diese Symptome treten bemerkenswert schnell auf, was den englischen Namen very fast death factor (dt.: ‚sehr schneller Todesfaktor‘) bedingt. Innerhalb weniger Minuten können Cyanobakterien der Art Anabaena flos-aquae muskuläre Faszikulationen und Verlust der Koordinationsfähigkeit verursachen, wenn sie z. B. in den Magen von Rindern gelangen (wie experimentell an zwei Bullen gezeigt wurde). Der Tod der Rinder durch Atemstillstand tritt in einem Zeitraum von wenigen Minuten bis zu einer Stunde ein. Wird das Toxin intraperitoneal injiziert, wirkt es auf Mäuse innerhalb von zwei bis fünf Minuten tödlich. Die Symptome sind auch hier Zuckungen, Muskelkrämpfe, Lähmung und schließlich Atemstillstand.

## Bedrohung für Fauna

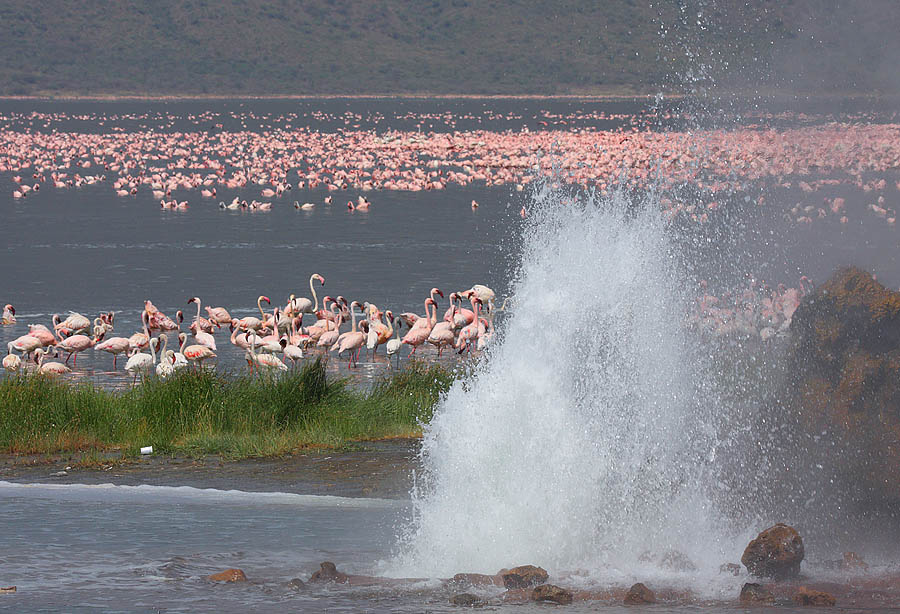
Flamingos am Bogoriasee in Kenia

Seit seiner Entdeckung sind zahlreiche Fälle von Vergiftungen durch Anatoxin A bekannt geworden. Diese Fälle betreffen sowohl Wild- als auch Nutztiere, die mit Anatoxin A kontaminiertes Wasser zu sich nehmen. Der Tod zahlreicher Haushunde in den letzten 20 Jahren in Neuseeland, Frankreich, den Vereinigten Staaten und Schottland wurde durch Analyse des Mageninhalts auf Anatoxin A zurückgeführt. In allen Fällen zeigten die Hunde innerhalb von wenigen Minuten typische Symptome, wie Muskelkrämpfe und erlagen der Vergiftung in wenigen Stunden. Außerdem berichten Rinderfarmen in den Vereinigten Staaten, Kanada und Finnland in den letzten 30 Jahren von Todesfällen bei Nutzvieh durch Anatoxin-A-verseuchtes Trinkwasser.
Im Herbst 1999 fielen im Bogoriasee in Kenia etwa 30.000 Flamingos Anatoxin A zum Opfer. Auch hier wurde das Toxin im Mageninhalt verendeter Tiere und in deren Exkrementen gefunden. Bis heute sorgen die dort vorkommenden Anatoxin-A-produzierenden Cyanobakterien für ein alljährliches Massensterben unter den Flamingos, die sich von nichttoxischen Cyanobakterien, meist Spirulina ernähren. Die verursachenden Organismen treten natürlicherweise im Wasser des Sees und insbesondere in Mikrobenmatten in geringem Maß auf, die um die warmen Quellen im Seebett wachsen.

## Geschichte
Nach dem Verenden einiger Kühe, die Wasser aus dem unter Algenblüte stehenden kanadischen Burton Lake, 120 km östlich von Saskatoon, Saskatchewan getrunken hatten, wurden im Juni 1961 Proben aus dem See entnommen und systematisch untersucht. Das von diesen Organismen produzierte Toxin, das Mäuse in zwei bis fünf Minuten zu töten vermag, wurde wegen seiner raschen Wirkung von Paul Gorham Very Fast Death Factor genannt.
Anatoxin A als Reinstoff wurde 1977 beschrieben. Die „verlässlichste und effizienteste“ Methode, Anatoxin A zu produzieren, gelingt aus einer leicht sauren Suspension der Cyanobakterien. Diese Lösung wird gefriergetrocknet, mit HCl in Methanol ausgewaschen und der Extrakt eingedampft. Der Rückstand wird zunächst mit Benzol ausgewaschen, um neutrale Komponenten zu entfernen. Der Rückstand wird dann in Ethanol gelöst und die Lösung mit Chloroform versetzt. Ungewünschte Stoffe fallen aus, während das Toxin im Chloroform gelöst bleibt. Dies lässt einen Feststoff zurück, der reich an Anatoxin-A-Hydrochlorid ist. Die Totalsynthese von Anatoxin A gelang 1977 aus Kokain. Damit wurden sowohl Struktur als auch Stereochemie geklärt.
Eine Reihe von Cyanobakterien, die Anatoxin A produzieren können, sind bekannt, zum Beispiel Aphanizomenon issatschenkoi.

## Grundlagenforschung
Anatoxin A wird in der Grundlagenforschung modellweise eingesetzt, um Krankheiten zu simulieren, die sich durch niedrige Acetylcholinwerte auszeichnen. Das betrifft beispielsweise Muskeldystrophie, Myasthenia gravis, die Alzheimer-Krankheit und die Parkinson-Krankheit.

## Anatoxin A(S)
Anatoxin A(S) („S“ für salivary, engl. für ‚Speichelfluss‘), ebenfalls von Cyanobakterien produziert, verursacht ähnliche Symptome wie Anatoxin A, ist aber eine völlig andere chemische Verbindung (Organophosphat) mit einem anderen Wirkmechanismus (Hemmung der Acetylcholinesterase). Aufgrund der ähnlichen Symptomatik wurden beide Verbindungen zunächst für Varianten desselben Toxins gehalten. Ein Unterscheidungskriterium ist, dass Anatoxin A(S) im Gegensatz zu Anatoxin A den Parasympathikus stark anregt, was u. a. zum genannten Speichelfluss führt. Aufgrund der Guanidinstruktur des Anatoxin A(S) schlugen Fiore et al. 2020 den alternativen Namen Guanitoxin vor.